# Bidik
Bidik ist ein Ortsteil des Ortes Hera im osttimoresischen Suco Hera (Verwaltungsamt Cristo Rei, Gemeinde Dili).

## Lage und Einrichtungen
Bidik gehört zur Aldeia Halidolar und liegt im Westen des Ortes Hera, in einer Meereshöhe von 23 m. Ein Seitenarm des Quiks, der nur zur Regenzeit Wasser führt, bildet die Westgrenze zu Heras Ortsteil Liqirahu. Nördlich liegen Reisfelder und südöstlich Heras Ortsteil Besidada.
In Bidik befindet sich die protestantische Christuskirche. Die Wohnhäuser stehen nur im Norden eng zusammen, ansonsten verteilen sie sich an den Straßen die durch das Viertel führen.